# رایامکی

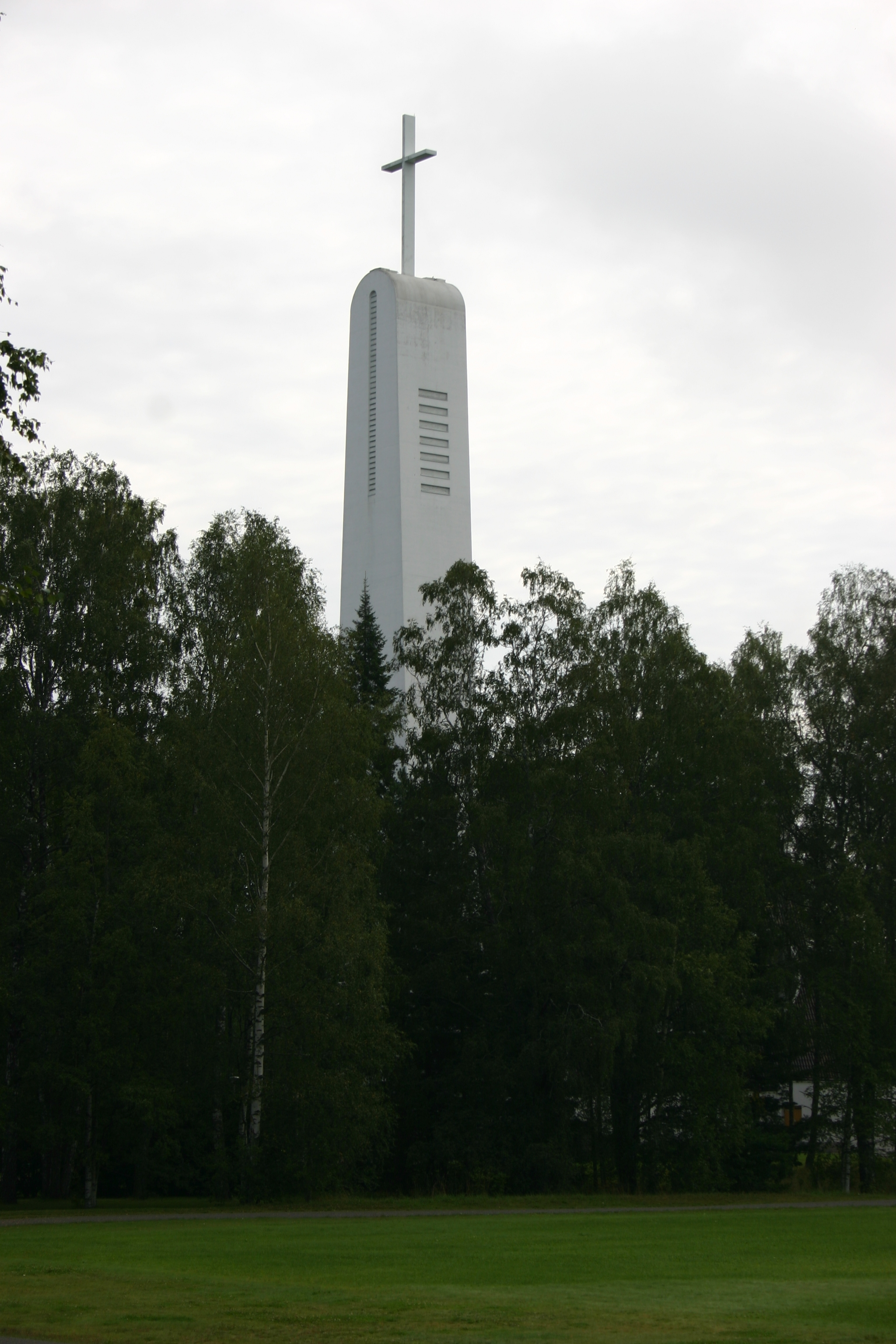
کلیسای رایامکی

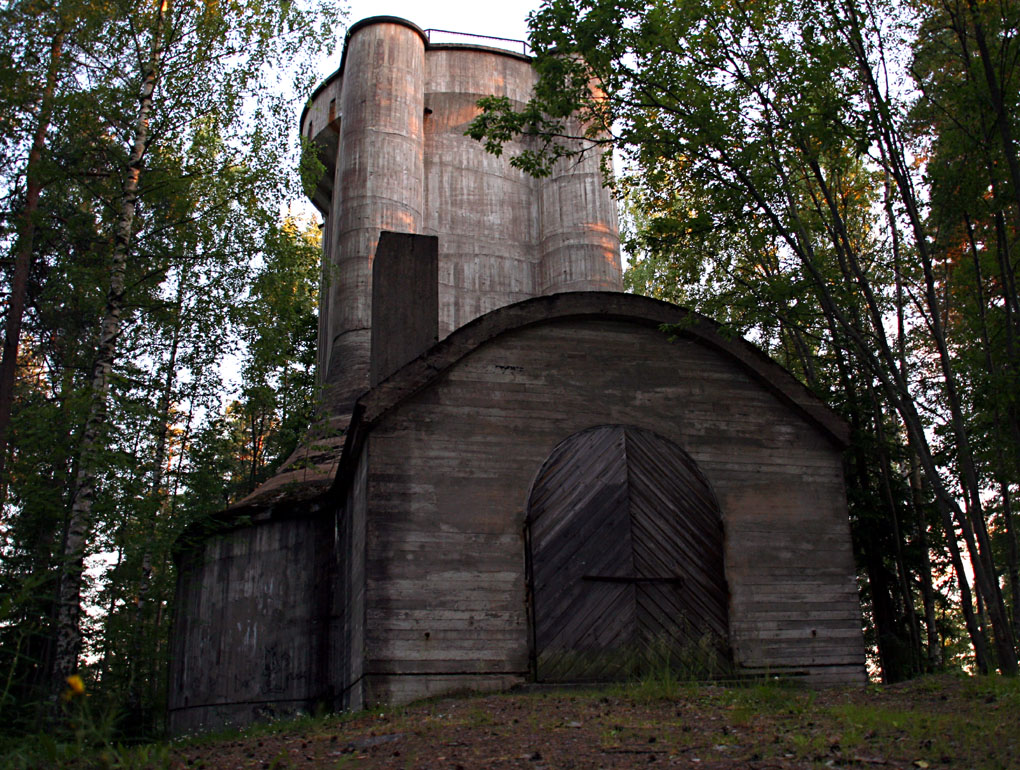
برج ضدهوایی در رایامکی که در طول جنگ زمستان ۱۹۳۹–۱۹۴۰ ساخته شد.

رایامکی (فنلاندی: [ˈrɑjɑˌmæki]؛ به معنای واقعی کلمه "تپه مرزی") روستایی در شهرداری نورمی‌یروی در جنوب فنلاند است. رایامکی در ۴۵ کیلومتری (۲۸ مایلی) شمال هلسینکی قرار داشته و جمعیتی در حدود ۷۵۰۰ نفر دارد. در گذشته، رایامکی بزرگ‌ترین روستای نورمی‌یروی بود، تا اینکه در دهه ۱۹۷۰ کلاوککالا بزرگتر از رایامکی شد. از رایامکی تا مرکز نورمی‌یروی ۸ کیلومتر فاصله است.

## پیشینه
رایامکی بیشتر به خاطر کارخانه تقطیر الکلی خود که در سال ۱۸۸۸ تأسیس شد و به دلیل آب شیرین و خالص موجود در این منطقه شناخته شده‌است. این کارخانه تقطیر بخشی از الکو کورپوریشن بود و اکنون بخشی از شرکت التیا است. در طول جنگ جهانی دوم، این کارخانه حدود ۵۰۰۰۰۰ کوکتل مولوتف با کلمه «رایامکی» روی درب بطری تولید کرد.